# Emil Burzo
Emil Burzo (n. 30 iulie 1935, Moreni, județul Dâmbovița) este un fizician român, profesor universitar, specialist în fizica corpului solid, membru titular al Academiei Române (2009).

## Biografia
A absolvit Liceul „G. Barițiu” din Cluj în 1952, iar în 1958 Institutul Politehnic din Cluj. A urmat, de asemenea, și Facultatea de Fizică de la Universitatea „Babeș-Bolyai”. În perioada 1958-1964 a lucrat la Uzinele Carbochim din Cluj, iar din 1964 a ocupat prin concurs postul de inginer la atelierele didactice de la Universitatea „Babeș-Bolyai”. Își susține teza de doctorat în anul 1970 la Universitatea din Timișoara. În anul 1970 s-a transferat la Institutul de Fizică Atomică din București. Din 1990, devine profesor la Facultatea de Fizică a Universității „Babeș-Bolyai” din Cluj, precum și decan în perioada 1992-2000. În prezent este director al Centrului de Excelență Fizica Corpului Solid (atestat de MEC) și al Bazei de Cercetare cu Utilizatori Multipli. De asemenea, a ocupat funcția de președinte a  Filialei din Cluj a Academiei Române.

## Distincții și premii
- Premiul Academiei Române (1971)
- Premiul de Excelență al Academiei Maghiare (2001)
- Premiul de Excelență „Opera Omnia” a Ministerului Educației și Cercetării (2000)
- Presidential Seal of Honors, SUA-AIP
- Diploma de Excelență a Institutului de Cercetări pentru Electrotehnică (1995)
- Diploma de Excelență Universității Babeș-Bolyai (2002, 2003, 2004, 2005)

A fost distins cu Ordinul Național „Serviciul Credincios” în grad de Comandor.
A fost ales Felow la Institute of Physics (Regatul Unit). Este Doctor Honoris Causa al Universității din Timișoara, al Universității din Constanța și al Universității Tehnice din Cluj.